# Oncostemum nemorosum
Oncostemum nemorosum är en viveväxtart som beskrevs av A. Dc. Oncostemum nemorosum ingår i släktet Oncostemum och familjen viveväxter. Inga underarter finns listade i Catalogue of Life.